# E2 regulatorna sekvenca
E2 je regulatorna sekvenca za insulinski gen